# Castello di Akaki
Il castello di Akaki (in greco Κάστρο του Ακακίου?, in turco Akaki Kalesi), detto anche Torre dei Franchi (in greco Πύργος των Φράγκων?) è un castello di Cipro. Servì come rifugio per i re di Cipro.

## Storia
Il castello di Akaki si trova vicino al villaggio omonimo, a metà strada tra Nicosia e la Baia di Morfou. Nel 1191, Cipro fu conquistata da Riccardo Cuor di Leone durante la sua campagna contro il sovrano dell'isola Isacco Comneno di Cipro. Riccardo successivamente vendette l'isola ai Cavalieri Templari il cui governo terminò bruscamente dopo una grande rivolta a Nicosia. Cipro fu così rivenduta al Guido di Lusignano della Casa dei Lusignano. Il periodo di pace terminò con la morte di Ugo I di Cipro nel 1218. Ne seguì una lotta su chi dovesse agire come reggente del regno, contrapponendo la Casa di Ibelin ai sostenitori locali di Federico II, imperatore del Sacro Romano Impero. L'arrivo di Federico a Limassol nel 1228 trasformò il conflitto in una guerra aperta. In seguito, i Lusignano continuarono il loro regno interrotto solo da occasionali colpi di stato di palazzo. Uno di questi colpi di stato ebbe luogo durante il regno di Enrico II di Gerusalemme che fu deposto da Amalrico, signore di Tiro ed esiliato nel regno armeno di Cilicia. Alla morte di Amalrico nel 1310, Enrico tornò a Cipro. Procedette quindi all'arresto dei responsabili del suo esilio, tra i ribelli più famigerati vi era Baliano II di Ibelin, principe di Galilea. La proprietà di Baliano ad Akaki fu confiscata e fu eretto un castello per rafforzare l'autorità del re nell'area. Akaki rimase un dominio reale e fu descritta come una corte, dove Pietro I di Cipro trascorse diversi giorni di caccia nel gennaio 1369. Allo stesso modo Giacomo II di Cipro usò Akaki come rifugio dalla peste che devastò Nicosia dal 1470 al 1473.

## Architettura
Non rimane quasi nulla dell'edificio: una torre cilindrica larga internamente di 3,5 metri di e con pareti di 1,1 metri di spessore. La torre, costruita con grossi blocchi di pietra, aveva un tempo da due a tre piani, oltre a una piccola finestra sopra i resti di una scala interna. Le sue piccole dimensioni indicano che poteva ospitare fino a tre persone.